# Brněnec
Brněnec (en allemand : Brünnlitz) est une commune du district de Svitavy, dans la région de Pardubice, en République tchèque. Sa population s'élevait à 1 223 habitants en 2024.

## Géographie
Brněnec se trouve à 15 km au sud-sud-est de Svitavy, à 70 km au sud-est de Pardubice et à 158 km à l'est-sud-est de Prague.
La commune est limitée par Březová nad Svitavou et Rudná au nord, par Želivsko et Deštná à l'est, par Letovice et Rozhraní au sud, et par Chrastavec et Bělá nad Svitavou à l'ouest.

## Histoire
La première mention écrite du village date de 1557.
Pendant la Seconde Guerre mondiale, Brněnec accueillit les ouvriers travaillant pour le célèbre Oskar Schindler dans son usine appelée Deutsche Emailwarenfabrik, spécialisée dans la fabrication de munitions militaires.

## Administration
La commune est composée de quatre sections :
- Brněnec
- Chrastová Lhota
- Moravská Chrastová
- Podlesí

## Galerie

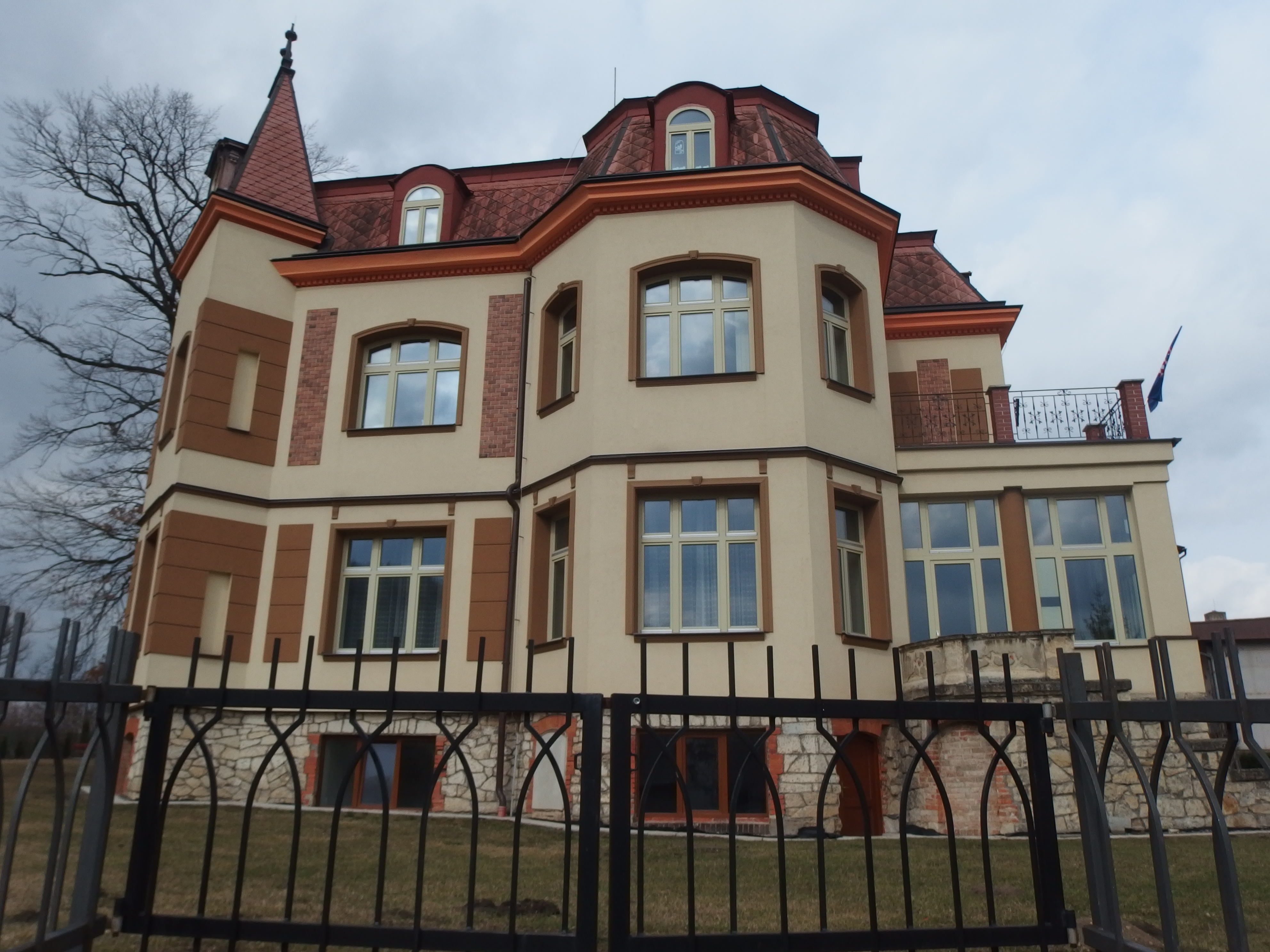
Brněnec : la mairie.
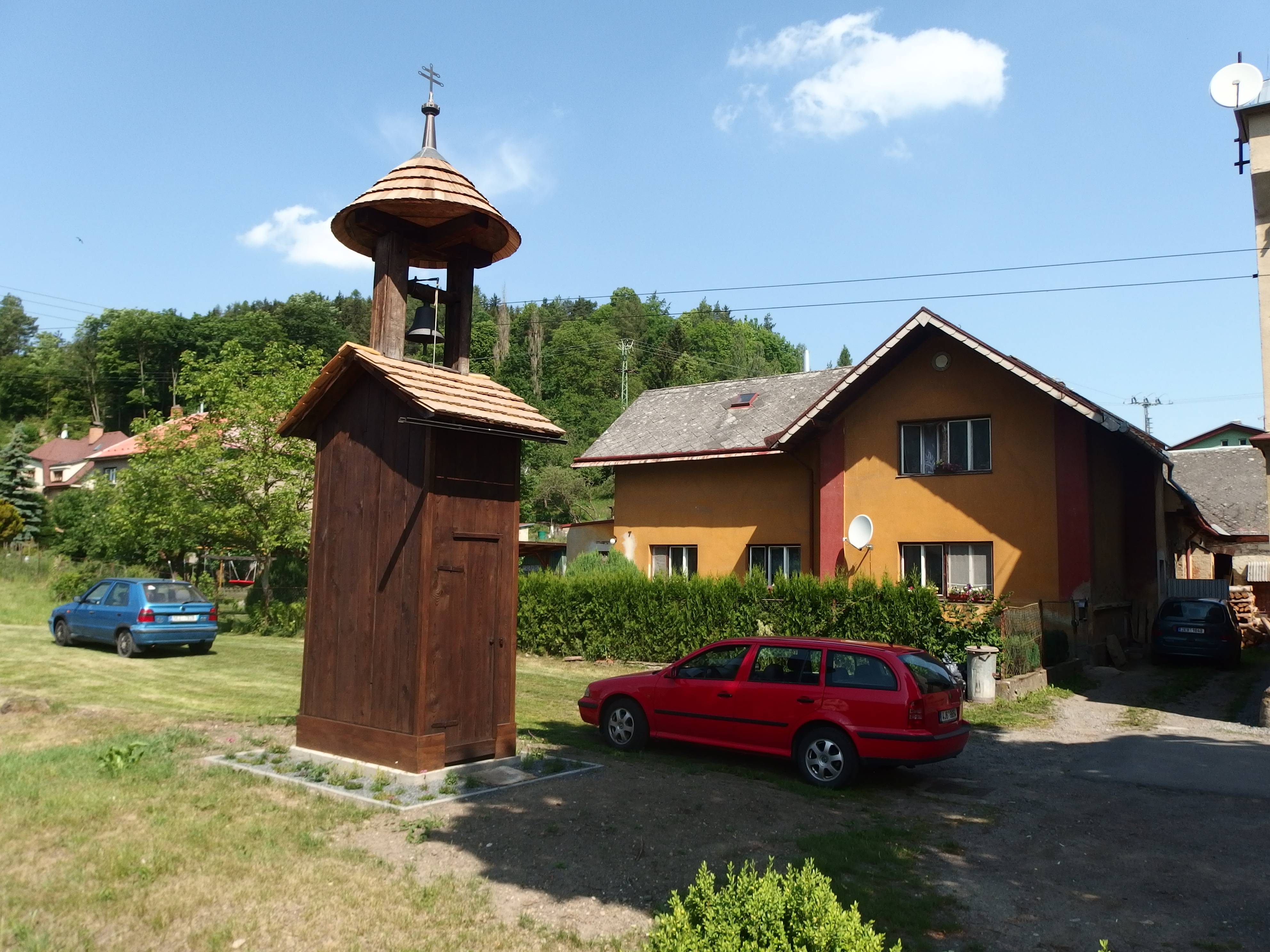
Clocher-tour à Brněnec.

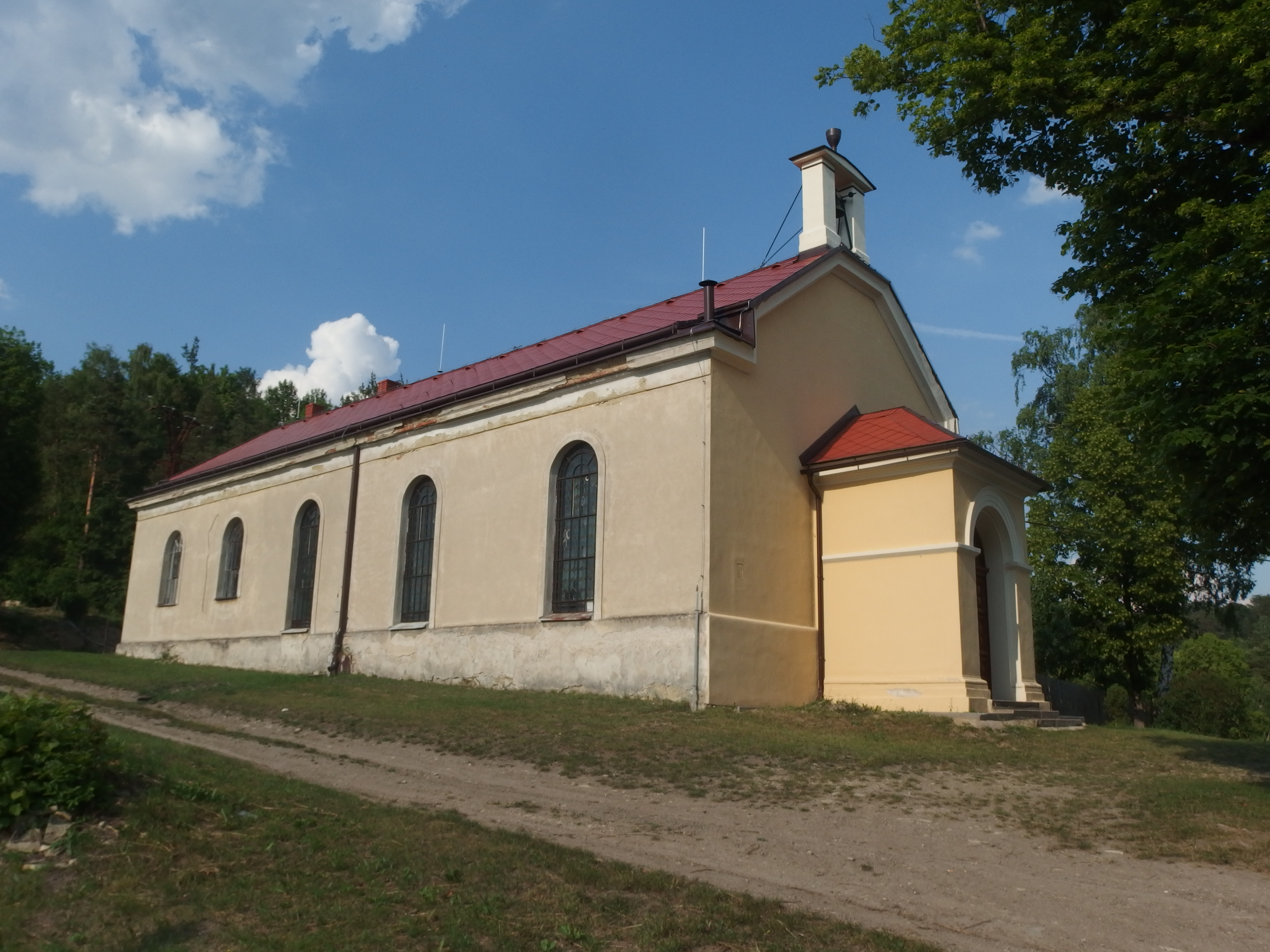
Église évangélique à Moravská Chrastová.
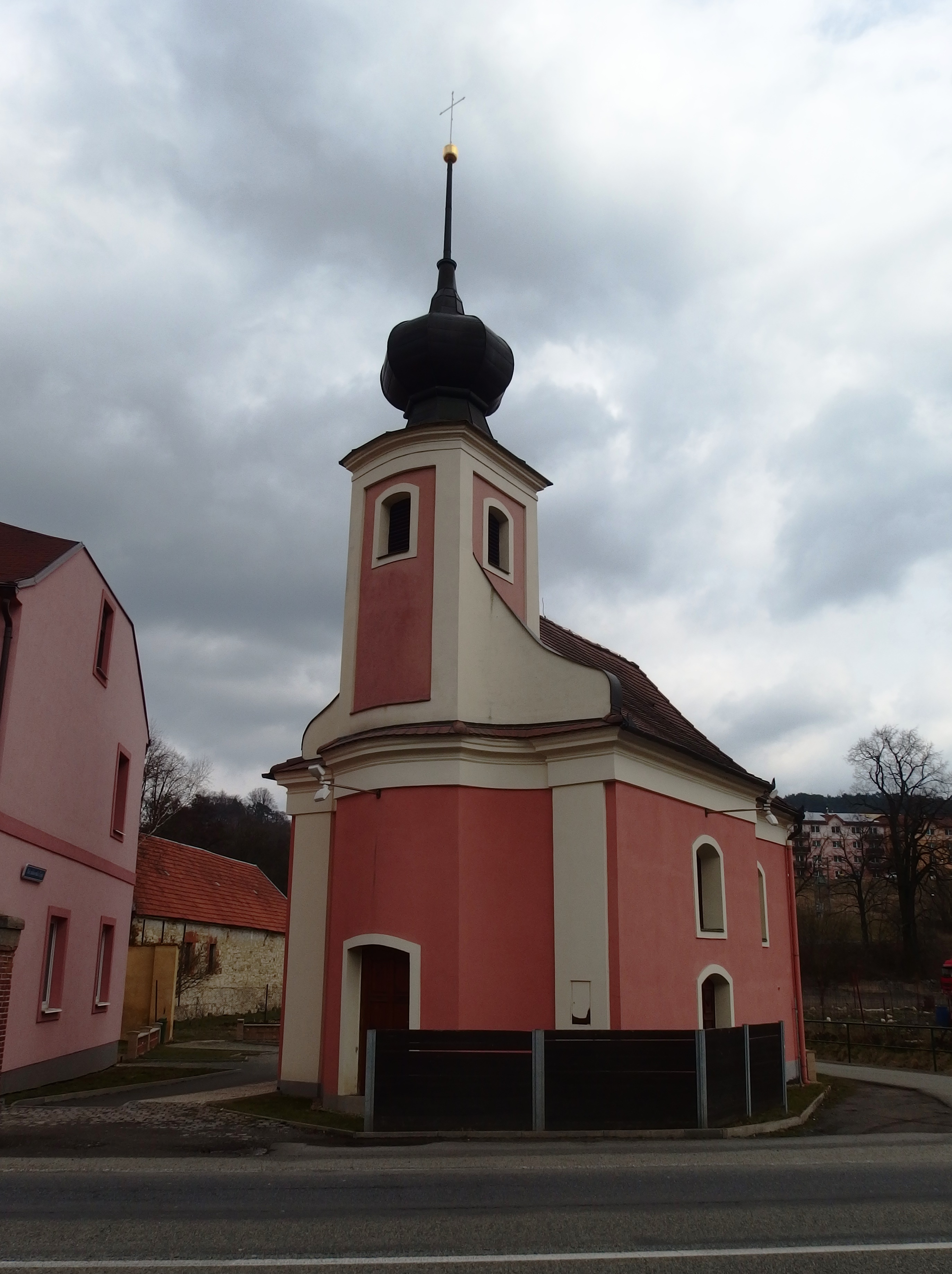
Chapelle à Moravská Chrastová.

## Transports
Par la route, Brněnec se trouve à 2,5 km de Březová nad Svitavou, à 19 km de Svitavy, à 87 km de Pardubice et à 200 km de Prague. 

## Personnalités
- František Bartoš (1905-1973), compositeur tchèque, est né à Brněnec.